# Issaak Pawlowitsch Kornfeld
Issaak Pawlowitsch Kornfeld, russisch Исаак Павлович Корнфельд, englische Transkription Isaac Pavlovich Kornfeld (* 30. April 1939 in Tighina, Bessarabien), ist ein sowjetisch-US-amerikanischer Mathematiker, der sich mit Ergodentheorie befasst.
Kornfeld ging in Kasachstan zur Schule. Nach dem Schulabschluss studierte er an der Lomonossow-Universität Moskau. Anschließend war er bis 1965 im Institut für Theoretische und Experimentelle Physik tätig. 1975 wurde er an der Staatlichen Universität Taschkent bei Jakow Sinai promoviert. Bis 1989 arbeitete er im Moskauer Institut für Komplexe Automatisierung. 1989 emigrierte er in die USA und war bis zur Emeritierung 2005 Professor an der North Dakota State University. Von 2005 bis 2015 lehrte er an der Northwestern State University.
Er ist mit Sinai und Sergei Fomin Autor einer Monographie über Ergodentheorie in der Grundlehren-Reihe von Springer.

## Schriften
- mit Sergei Fomin, Jakow Sinai: Ergodic Theory, Grundlehren der mathematischen Wissenschaften 245, Springer 1982
- Some old and new rokhlin towers. Contemporary Mathematics, Band 356, 2004, S. 145 (zum Lemma von Rochlin)